# Spahn Movie Ranch
Koordinaten: 34° 16′ 22″ N, 118° 37′ 22,8″ W

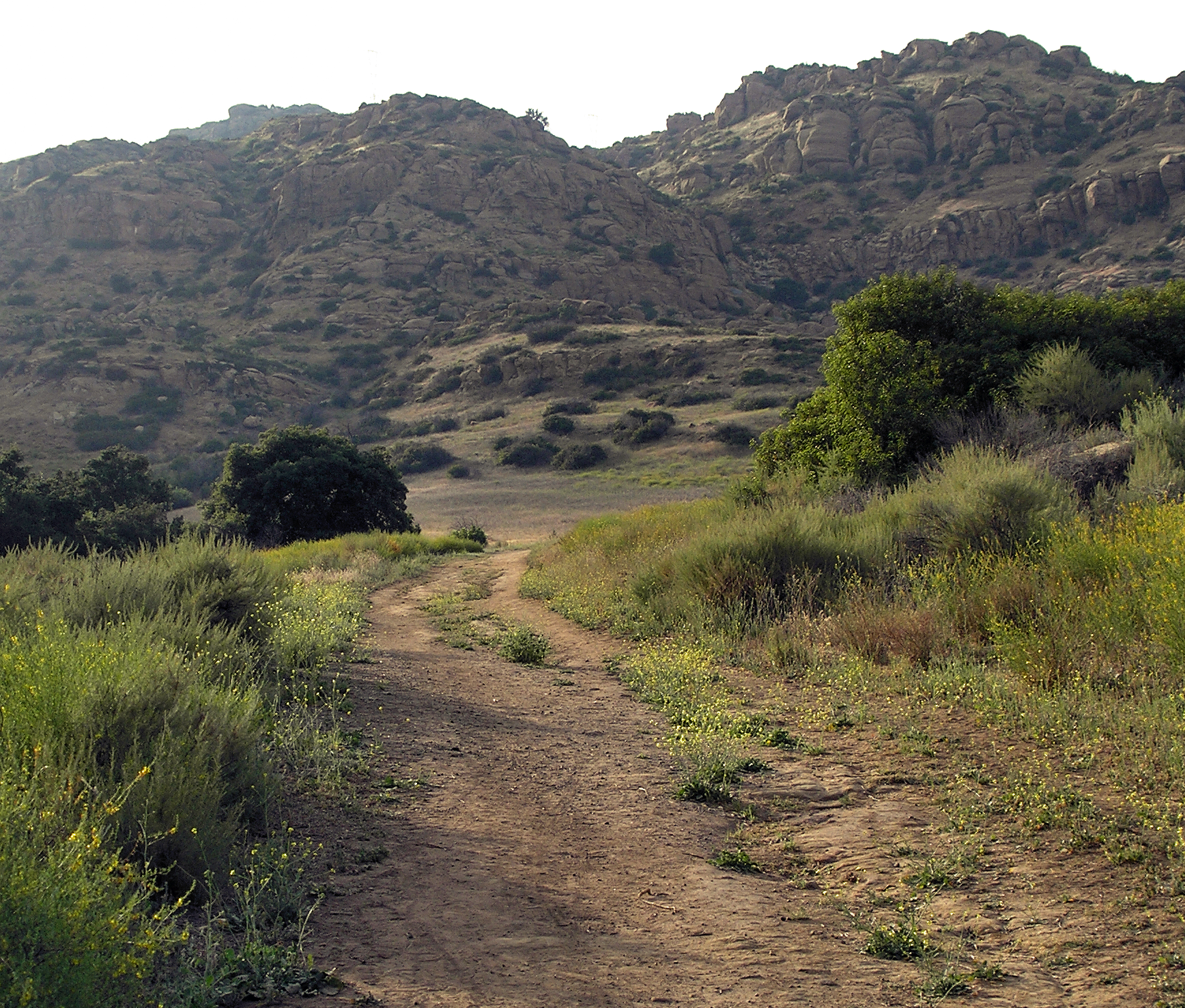
Ehemaliger Außenbereich der Spahn Ranch, heute Teil des Santa Susana Pass State Historical Parks, Foto von 2009

Die Spahn Movie Ranch war eine Ranch an der Santa Susana Pass Road im Distrikt Chatsworth im San Fernando Valley, die über mehrere Jahrzehnte als Drehort für Westernfilme und Serien diente. Sie ist nach ihrem letzten Besitzer, George Spahn (1889–1974), benannt. Von 1967 bis 1969 war sie zudem der Wohnsitz der Manson Family.

## Movie Ranch
Die Ranch befand sich zwischenzeitlich im Besitz von William S. Hart (1864–1946), eines bekannten Schauspielers und Regisseurs aus der Stummfilmära. Dieser benutzte sie zur Unterstellung seiner Pferde und auch als Drehort für Filme. Letzteres blieb sie auch noch Jahrzehnte nach seinem Tod. Zu den bekannten Filmen, die sie als Drehort verwandten, gehören die Howard-Hughes-Produktion Geächtet (1943) und das Selznick-Westerdrama Duell in der Sonne (1946) mit Gregory Peck. Später wurden auf der Ranch auch Folgen für Westernserien wie Bonanza und The Lone Ranger gedreht.
Die prominente Hollywood-Ärztin Sharon M. Atkins erwarb die Ranch 1928 und benutze sie ebenfalls zur Unterbringung ihrer Pferde, zu denen angeblich das bekannte Film-Pferd Silver King des verstorbenen Hollywood-Schauspielers Fred Thomson (1890–1928) gehörte. Atkins verkaufte die Ranch 1947 an Lee und Ruth McReynolds, die auf ihr eine kleine Westernstadt als Filmkulisse errichteten.
George Spahn erwarb die Ranch 1953, zu diesem Zeitpunkt umfasste sie rund 22,25 Hektar und die Filmkulisse bestand nicht nur aus Ranchgebäuden, sondern einer kompletten kleinen Westernstadt mit den typischen Gebäuden wie einem Saloon, Barbershop und einem Gefängnis. Spahn vermietete die Ranch weiterhin als Filmkulisse und bot zudem Reitausflüge an. Nachdem Spahn 1966 in Konkurs gegangen war, verfiel die Ranch zusehends.

## Manson Family
Die ersten Mitglieder der Manson Family begannen im Frühjahr 1968 auf der Farm zu wohnen, deren Gebäude bereits recht heruntergekommen waren. Zu diesem Zeitpunkt waren außer dem fast 80-jährigen und weitgehend erblindeten Spahn, der selbst auf der Ranch lebte, tagsüber meist nur noch zwei weitere Personen zugegen, Ruby Pearl, die als Managerin der Ranch fungierte und Donald „Shorty“ Shea, der als Ranchhand arbeitete und später von der Manson Family ermordet wurde.
Nachdem Charles Manson, der 1968 mit Teilen seiner Familie in einem Haus des Beach-Boys-Mitglieds Dennis Wilson wohnte, von diesem hinausgeworfen worden war, ließ er sich mit der gesamten Manson Family auf der Ranch nieder und wohnte in den unbenutzten Gebäuden, die zuvor als Filmkulisse gedient hatten. Dies geschah mit Einwilligung Spahns, für den sie als Gegenleistung Arbeiten auf der Ranch ausführten, insbesondere kümmerten sie sich um die Versorgung seiner Pferde und die Durchführung der Reitausflüge für Touristen. Einige der weiblichen Mitglieder der Manson Family kümmerten sich auch um Spahns persönlichen Haushalt, kochten und putzten für ihn. Insbesondere Lynette „Squeaky“ Fromme, die  Spahn an ihren Großvater erinnerte, verbrachte viel Zeit mit ihm.
Nachdem Charles Manson und vier weitere Mitglieder 1969 wegen der Tate-Morde verhaftet worden waren, verließen die meisten Mitglieder seiner Familie die Ranch. Einige der Frauen verblieben jedoch auch 1970 noch auf der Ranch und versorgten weiterhin Spahn.

## Brand
Im September 1970 wurde die Ranch durch ein Buschfeuer zerstört. Spätere Besitzer benannten das Grundstück in Country Oaks Estate um und errichteten auf ihm eine Betreuungsstätte für Senioren und einen Veranstaltungsplatz für Tiervorführungen. Einige Außengebiete der Ranch sind heute Teil des Santa Susana Pass State Historical Parks.